# Henny Backus
Henny Backus (21 de marzo de 1911-9 de diciembre de 2004) fue una corista y actriz teatral estadounidense, activa en el circuito de Broadway en la década de 1930, destacando su actuación en Earl Carroll's Vanities.

## Biografía
Su verdadero nombre era Henrietta Kaye, y nació en Filadelfia, Pensilvania.
Henny coprotagonizó junto a su marido, el actor y humorista Jim Backus, el telefilm de los años sesenta "Blondie," y actuó también con él en la sitcom televisiva La isla de Gilligan, en el episodio titulado "Gilligan's Mother-In-Law", perteneciente a la segunda temporada emitida en 1965. 
El matrimonio también escribió varios libros de humor, entre ellos Only When I Laugh. Henny Backus también escribió Care for the Caretaker, obra en la que documentaba su batalla con la enfermedad de Parkinson que aquejaba a su marido, y en la que ofrecía soluciones para aquellas personas enfrentadas al problema. 
Henny Backus falleció en 2004 en Los Ángeles, California, tras sufrir una serie de ictus. Tenía 93 años de edad. Fue enterrada junto a su marido en el Cementerio Westwood Village Memorial Park de Westwood (Los Ángeles).